# 歐卡芬哥側頸龜
歐卡芬哥側頸龜（學名：Pelusios bechuanicus）是非洲側頸龜屬下的一種龜。

## 分佈
歐卡芬哥側頸龜發現於下列非洲地區或國家：安哥拉、博茨瓦納、剛果民主共和國、卡普裡維區、贊比亞和津巴布韋。